# Teodiceia agostiniana

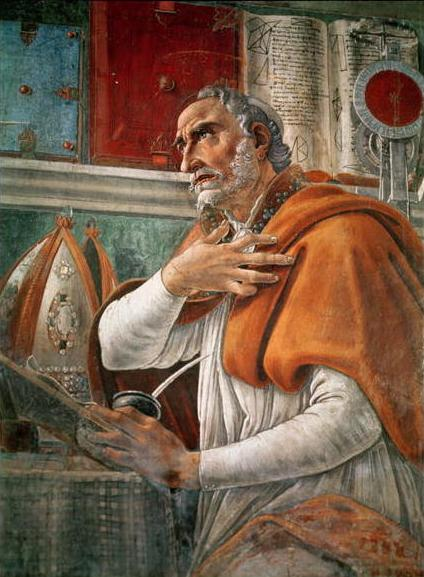
Agostinho de Hipona (354–430 EC) pintado por Botticelli (c. 1445–1510). Acredita-se que Agostinho tenha desenvolvido a primeira forma da teodiceia, nomeada agora para ele.

A teodiceia agostiniana, batizada em homenagem ao teólogo, filósofo e santo, Agostinho de Hipona, é um tipo de teodiceia cristã projetada em resposta ao problema evidencial do mal. Como tal, ele tenta explicar a probabilidade de um onipotente (todo-poderoso) e onibenevolente (todo-bom) Deus em meio a evidências de mal no mundo. Várias variações desse tipo de teodiceia foram propostas ao longo da história. Suas semelhanças foram descritas pela primeira vez pelo filósofo do século XX, John Hick, que as classificou como "agostinianas". Eles tipicamente afirmam que Deus é perfeitamente (idealmente) bom; que ele criou o mundo a partir do nada; e esse mal é o resultado do pecado original da humanidade. A entrada do mal no mundo é geralmente explicada como punição pelo pecado e sua presença continuada devido ao uso indevido do livre-arbítrio pelos humanos. A bondade e a benevolência de Deus, segundo a teodiceia agostiniana, permanecem perfeitas e sem responsabilidade pelo mal ou pelo sofrimento.
Agostinho de Hipona foi o primeiro a desenvolver a teodiceia. Ele rejeitou a ideia de que o mal existe em si mesmo, em vez disso, considerando-o como uma corrupção da bondade, causada pelo abuso da humanidade do livre arbítrio. Agostinho acreditava na existência de um inferno físico como castigo pelo pecado, mas argumentou que aqueles que escolheram aceitar a salvação de Jesus Cristo irão para o céu. No século XIII, Tomás de Aquino – influenciado por Agostinho – propôs uma teodiceia semelhante baseada na visão de que Deus é bondade e que não pode haver mal nele. Ele acreditava que a existência do bem permite que o mal exista, por culpa dos humanos. Agostinho também influenciou João Calvino, que apoiou a visão de Agostinho de que o mal é o resultado do livre arbítrio e argumentou que o pecado corrompe os humanos, o que requer a graça de Deus para dar orientação moral.
A teodiceia foi criticada pelo contemporâneo de Agostinho chamado Fortunato, um maniqueísta que argumentou que Deus ainda deve estar de algum modo implicado no mal, e o teólogo do século XVIII Francesco Antonio Zaccaria criticou o conceito de mal de Agostinho por não lidar com o sofrimento humano individual. John Hick considera o mal como necessário para o desenvolvimento moral e espiritual dos seres humanos, e os teólogos do processo argumentam que Deus não é onipotente e, portanto, não pode ser responsável por nenhum mal. A lógica da abordagem de Agostinho foi adaptada por Alvin Plantinga, entre outros. A teodiceia agostiniana adaptada por Plantinga, a defesa do livre arbítrio – que ele propôs na década de 1980 – tenta responder apenas ao problema lógico do mal. Tal defesa (não uma "teodiceia" propriamente dita) não demonstra a existência de Deus, ou a provável existência de Deus, mas tenta provar que a existência de Deus e a presença do mal (ou privatio boni) no mundo não são logicamente contraditórios.

## Formas gerais
A teodiceia agostiniana foi primeiramente distinguida como uma forma de teodiceia por John Hick no Evil and the God of Love (em tradução livre: Mal e o Deus do Amor), escrito em 1966, no qual classifica a teodiceia de Agostinho e seus desenvolvimentos subsequentes como "agostiniano". Hick fez uma distinção entre a teodiceia agostiniana, que tenta limpar Deus de toda responsabilidade pelo mal, baseado no livre-arbítrio humano, e a teodiceia Irenaeana, que lança Deus como responsável pelo mal, mas justificado por seus benefícios para o desenvolvimento humano.
A teodiceia agostiniana é uma resposta ao problema evidencial do mal, que levanta a preocupação de que, se Deus é onipotente e onibenevolente, não deveria haver mal no mundo. Evidências do mal podem pôr em causa a natureza de Deus ou a sua existência – ele não é onipotente, não é benevolente ou não existe. Teodiceia é uma tentativa de reconciliar a existência e a natureza de Deus com a evidência do mal no mundo, fornecendo explicações válidas para sua ocorrência. A teodiceia agostiniana afirma que Deus criou o mundo ex nihilo (do nada), mas sustenta que Deus não criou o mal e não é responsável por sua ocorrência. O mal não é atribuído à existência por direito próprio, mas é descrito como a privação do bem – a corrupção da boa criação de Deus.
A teodiceia agostiniana apoia a noção do pecado original. Todas as versões dessa teodiceia aceitam as implicações teológicas da narrativa da criação do Gênesis, incluindo a crença de que Deus criou os seres humanos sem pecado ou sofrimento. Acredita-se que o mal seja uma punição justa para a queda do homem: quando Adão e Eva desobedeceram a Deus pela primeira vez e foram exilados do Jardim do Éden. O livre arbítrio dos humanos é oferecido pela teodiceia agostiniana como a razão continuada para o mal moral: as pessoas cometem atos imorais quando sua vontade é má. A natureza maligna da vontade humana é atribuída ao pecado original. Os teólogos agostinianos argumentam que o pecado de Adão e Eva corrompeu a vontade dos seres humanos, sustentando que Deus é inocente e bom, e não ele mesmo responsável pelo mal.

## Desenvolvimento

### Agostinho
Agostinho de Hipona (354–430) foi um filósofo e teólogo nascido na África romana (atual Argélia). Ele seguiu a religião maniqueísta durante sua juventude, mas se converteu ao cristianismo em 386. Suas duas principais obras, Confissões e Cidade de Deus, desenvolvem ideias-chave sobre sua resposta ao sofrimento. Em Confissões, Agostinho escreveu que seu trabalho anterior foi dominado pelo materialismo e que a leitura das obras de Platão permitiu-lhe considerar a existência de uma substância não física. Isso o ajudou a desenvolver uma resposta ao problema do mal a partir de uma perspectiva teológica (e não-maniqueísta), baseada em sua interpretação dos primeiros capítulos de Gênesis e dos escritos de Paulo Apóstolo. Em Cidade de Deus, Agostinho desenvolveu sua teodiceia como parte de sua tentativa de traçar a história humana e descrever sua conclusão.
Agostinho propôs que o mal não poderia existir dentro de Deus, nem ser criado por Deus, e é, ao contrário, um subproduto da criatividade de Deus. Ele rejeitou a noção de que o mal existe em si mesmo, propondo, em vez disso, que é uma privação (ou afastamento) do bem e uma corrupção da natureza. Ele escreveu que "o mal não tem natureza positiva; mas a perda do bem recebeu o nome de 'mal'". Tanto o mal moral quanto o mal natural ocorrem, Agostinho argumentou, devido a um mau uso do livre-arbítrio, que pode ser rastreado até o pecado original de Adão e Eva. Ele acreditava que essa má vontade, presente na alma humana, era uma corrupção da vontade dada aos seres humanos por Deus, tornando o sofrimento uma justa punição pelo pecado dos humanos. Porque Agostinho acreditava que toda a humanidade estava "seminalmente presente nos lombos de Adão", ele argumentou que toda a humanidade herdou o pecado de Adão e sua justa punição. No entanto, apesar de sua crença de que o livre-arbítrio pode ser transformado em mal, Agostinho afirmou que é vital para os humanos terem livre-arbítrio, porque eles não poderiam viver bem sem ele. Ele argumentou que o mal poderia vir dos humanos porque, embora os humanos não contivessem nenhum mal, eles também não eram perfeitamente bons e, portanto, podiam ser corrompidos.
Agostinho acreditava que existe um inferno físico, mas que a punição física é secundária à punição de ser separado de Deus. Ele propôs duas razões para isso: Primeiramente, os humanos têm livre-arbítrio, e somente aqueles que escolherem seguir a Deus serão perdoados e capazes de evitar o Inferno. Em segundo lugar, ele acreditava que a escolha de Adão e Eva pelo pecado afetou nossa livre escolha, e que os humanos são incapazes de resistir ao pecado. Agostinho propôs que a graça de Jesus Cristo libertou os humanos do pecado original, mas afirmou que os seres humanos só podem ser salvos se escolherem receber a graça, e que essa escolha é formada pelo caráter de seres humanos individuais. Aceitando que mesmo aqueles que serão salvos continuam a pecar, Agostinho propôs que aqueles que escolherem a graça de Deus ainda irão para o inferno por um tempo para purificá-los de seus pecados, antes de irem para o céu.

### Tomás de Aquino

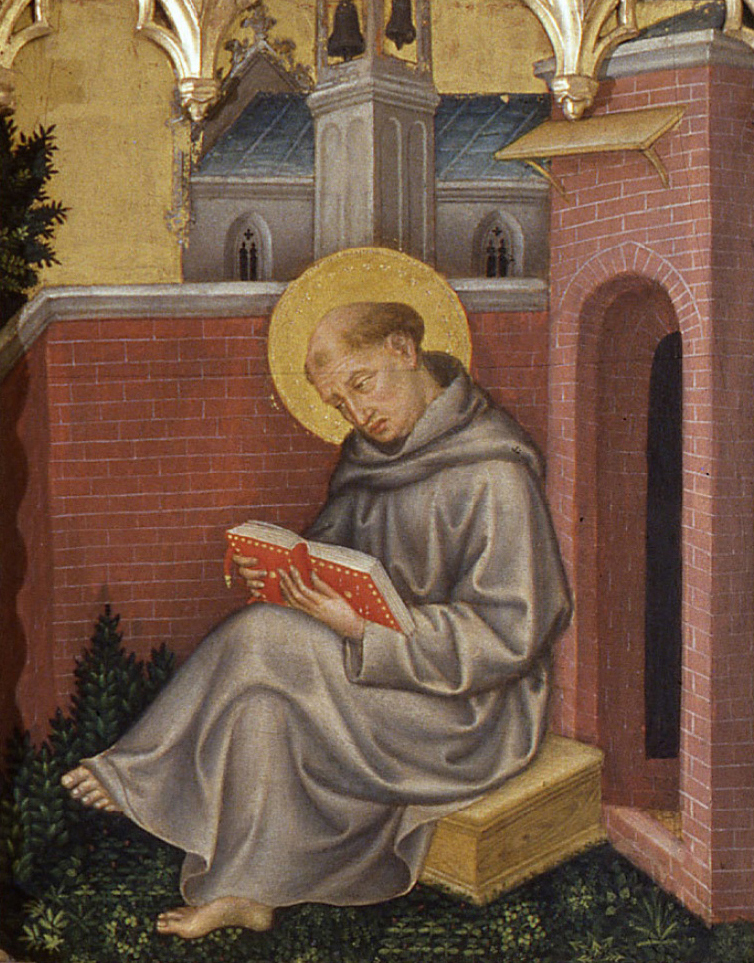
Retrato de Gentile da Fabriano de Tomás de Aquino, que desenvolveu uma teodiceia fortemente influenciada por Agostinho

Tomás de Aquino, filósofo e teólogo escolástico do século XIII, fortemente influenciado por Agostinho, propôs uma forma da teodiceia agostiniana em sua Summa Theologica. Tomás de Aquino começou tentando estabelecer a existência de Deus através de seus Cinco Caminhos, e então atestou que Deus é bom e deve ter uma razão moralmente suficiente para permitir que o mal exista. Aquino propôs que toda a bondade no mundo deve existir perfeitamente em Deus, e que, existindo perfeitamente, Deus deve ser perfeitamente bom. Ele concluiu que Deus é bondade e que não há mal em Deus.
Aquino apoiou a visão de Agostinho de que o mal é uma privação do bem, sustentando que o mal tem a existência como uma privação intrinsecamente encontrada no bem. A existência desse mal, acreditava Aquino, pode ser completamente explicada pelo livre arbítrio. Diante da afirmação de que os humanos estariam melhores sem livre arbítrio, ele argumentou que a possibilidade do pecado é necessária para um mundo perfeito, e assim os indivíduos são responsáveis por seus pecados. O bem é a causa do mal, mas apenas devido a culpa por parte do agente. Em sua teodiceia, dizer que algo é mal significa dizer que lhe falta bondade, o que significa que não poderia fazer parte da criação de Deus, porque a criação de Deus não carecia de nada. Tomás de Aquino observou que, embora a bondade torne o mal possível, ela não requer o mal. Isto significa que Deus (que é bom) não é lançado como a causa do mal, porque o mal surge de um defeito em um agente, e Deus é visto sem defeito. O filósofo Eleonore Stump, considerando o comentário de Aquino sobre o Livro de Jó, argumenta que Tomás de Aquino tem uma visão positiva do sofrimento: é necessário contrastar a Terra com o céu e lembrar aos humanos que eles ainda têm a propensão a cometer o mal. Aquino acreditava que o mal é aceitável por causa do bem que vem dele, e que o mal só pode ser justificado quando é necessário para que o bem ocorra. Argumentando que Deus não teria responsabilidade pela ocorrência do mal, Tomás de Aquino insistiu que Deus apenas permite que o mal aconteça, em vez de desejar. Ele reconheceu a ocorrência do que parece ser o mal, mas não lhe atribuiu o mesmo nível de existência que ele atribuiu à espiritualidade. Como Agostinho, Tomás de Aquino afirmou que os humanos são responsáveis pelo mal devido ao abuso do livre-arbítrio.

### João Calvino
João Calvino, um teólogo francês do século XVI e figura principal no desenvolvimento do calvinismo, foi influenciado pelas obras de Agostinho. Ao contrário de Agostinho, Calvino estava disposto a aceitar que Deus é responsável pelo mal e pelo sofrimento; no entanto, ele afirmou que Deus não pode ser culpado por isso. Calvino continuou a abordagem agostiniana de que o pecado é o resultado da queda do homem e argumentou que a mente humana, a vontade e as afeições são corrompidas pelo pecado. Ele acreditava que apenas a graça de Deus é suficiente para fornecer aos humanos uma orientação ética contínua, argumentando que a razão é cegada pela natureza pecaminosa dos humanos. Calvino propôs que a humanidade é predestinada, dividida entre os eleitos e os réprobos: os eleitos são aqueles que Deus escolheu salvar e são os únicos que serão salvos.

## Críticas

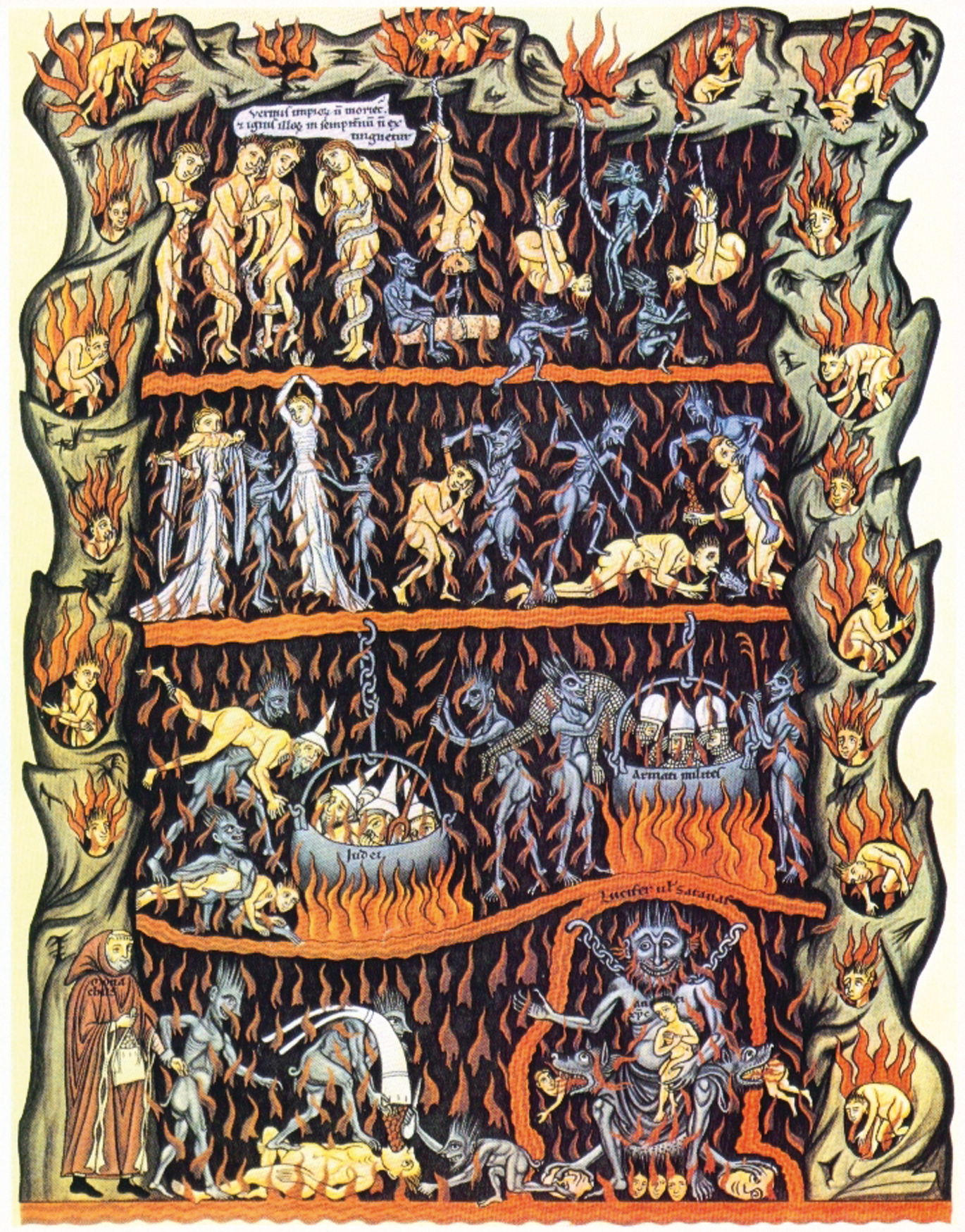
John Hick criticou o conceito agostiniano de Inferno, retratado vividamente nesta pintura do século XII de Herrad von Landsberg

### Fortunato
Os Atos de Agostinho ou Disputação Contra Fortunato, o maniqueísta, que toca parcialmente no problema do mal, registra um debate público entre Agostinho e o professor de maniqueísmo, Fortunato. Fortunato criticou a teodiceia de Agostinho propondo que se Deus desse livre arbítrio à alma humana, então ele deveria estar implicado no pecado humano (um problema que Agostinho havia considerado quatro anos antes, no Livre Arbítrio). Citando o Novo Testamento, Fortunato propôs que o mal existe além dos atos malignos que as pessoas cometem, e que as pessoas cometem tais atos por causa de sua própria natureza imperfeita. Agostinho respondeu argumentando que o pecado de Adão constrangia a liberdade humana, de um modo semelhante à formação de hábitos. Este não era um ensinamento sobre o pecado original (uma visão que Agostinho ainda estava para formular), mas sobre as limitações da liberdade humana causada pelo pecado. Fortunato propôs que Agostinho estava reduzindo o escopo do mal apenas ao que é cometido pelos humanos, embora Agostinho escreva que Fortunato finalmente concedeu o debate quando admitiu que não podia defender suas opiniões sobre a origem do mal.

### Budismo
Os estudiosos da religião Paul Ingram e Frederick Streng argumentaram que os ensinamentos do budismo desafiam a visão de Agostinho do bem e do mal, propondo um dualismo no qual o bem e o mal têm igual valor em vez de lançar o bem sobre o mal, como fez Agostinho. Isto é semelhante ao relato maniqueísta do bem e do mal – que os dois são iguais e estão em conflito – embora o budismo ensine que os dois chegarão a uma conclusão final e transcenderão o conflito. Ingram e Streng argumentaram que a teodiceia agostiniana não explica a existência do mal antes do pecado de Adão, que Gênesis apresenta na forma da tentação da serpente.

### Francesco Antonio Zaccaria
O teólogo italiano Francesco Antonio Zaccaria criticou o conceito de mal de Agostinho no século XVIII. Ele notou uma distinção entre usar o termo mal para implicar culpa (pecado) e implicar lamento (sofrimento) e argumentou que Agostinho postulou o pecado como tendo ocorrido antes do sofrimento. Isso era problemático para Zaccaria, que acreditava isso fazia Agostinho parecer desinteressado no sofrimento humano. Para Zaccaria, a percepção de Agostinho sobre o mal como privação não satisfazia as questões da sociedade moderna de sua época a respeito de por quê o sofrimento existe.